# Jacques Van De Velde
Jaccques Van De Velde (Hemiksem, 21 maart 1895 - Lier, 10 oktober 1983) was een Belgisch voetballer die zijn hele carrière bij de Lierse ploeg Lyra speelde als middenvelder, al kon hij, als veelzijdige speler, ook op andere posities ingezet worden. Zo heeft hij op elke positie (zelfs doelman) een officiële wedstrijd voor Lyra gespeeld. Ondanks dat Jacques nooit in de hoogste klasse actief was met Lyra speelde hij vijfmaal voor de Rode Duivels en scoorde een doelpunt.
Na zijn carrière werkte hij als architect en in de jaren '60 werd hij verkozen tot schepen in Lier.

## Carrière

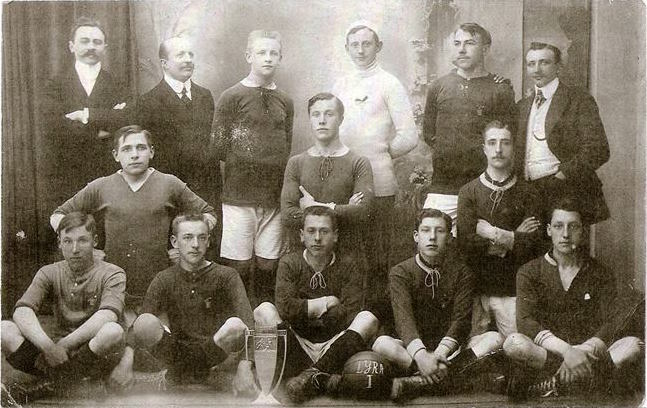
Juniorenteam Lyra 1911 dat de Candy diament trofee won. Jacques Van De Velde staat tweede van rechts naast de toenmalige secretaris van de ploeg Jos Van Ouytsel

Zijn eerste stappen als voetballer bij Lyra zette hij in het seizoen 1910-1911 bij de junioren. Hij won met Lyra in dat seizoen de Candy diamant trofee (bekercompetitie in de provincie Antwerpen voor junioren).
Een seizoen later debuteerde Jacques Van De Velde in de eerste ploeg van Lyra in 1911 toen de ploeg nog in de derde provinciale reeksen speelde. Hij speelde met Lyra meteen kampioen en promoveerde naar tweede provinciale. In zijn tweede seizoen, 1911-1912, werd Lyra tweede en promoveerde de club naar tweede nationale. Na een jaar in tweede klasse, seizoen 1912-1913 werd zijn carrière echter abrupt stopgezet door de start van de Eerste Wereldoorlog. Jacques zal hierdoor vijf seizoenen missen. Vanaf het seizoen 1919-1920 treedt hij opnieuw aan met Lyra in tweede klasse. Ondanks dat Lyra nooit zal promoveren, met Jacques als speler, naar eerste klasse zal hij toch vijfmaal voor de Rode Duivels aantreden en één doelpunt scoren. Zijn eerste wedstrijd voor de Rode Duivels, onder trainer William Maxwell, speelde hij in 1921 op 9 oktober tegen Spanje. Hij werd zo de eerste speler van Lyra en de eerste speler ooit van een Lierse ploeg die speelt voor de Rode Duivels. Zijn eerste en enige doelpunt zal hij scoren tijdens zijn derde wedstrijd in 1922 tegen Nederland, een wedstrijd die met 4-0 gewonnen werd door de Rode Duivels.
In 1926 hing hij definitief de schoenen aan de haak na een volledige carrière bij Lyra. Hij speelde in totaal 128 wedstrijden voor Lyra en scoorde hierin 41 doelpunten.

## Interlands

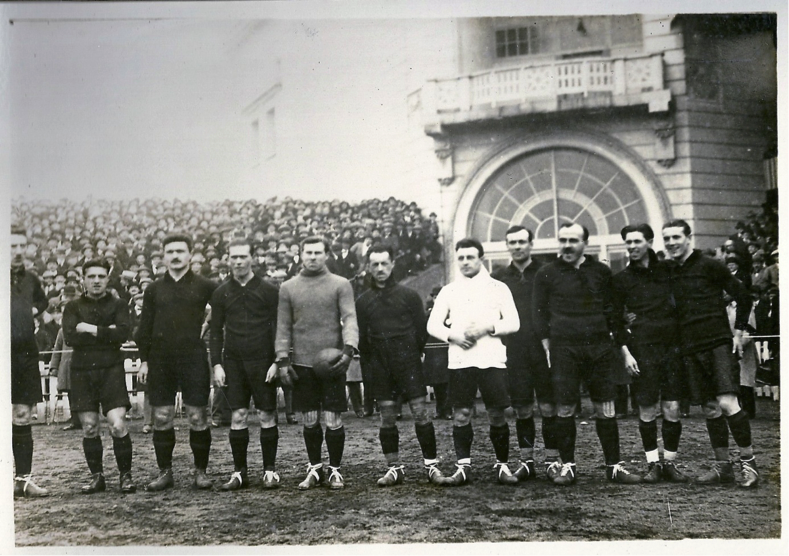
Belgische selectie tegen Nederland in 1922 Jacques Van De Velde staat derde van rechts

Jacques speelde zijn eerste internationale wedstrijd op 9 oktober 1921 in Bilbao tegen Spanje. Voor deze wedstrijd was de nationale ploeg vier dagen onderweg met de trein. In zijn derde wedstrijd, in 1922 in Antwerpen, scoorde hij zijn enige doelpunt als Rode Duivel tegen Nederland. Zijn vijfde en laatste wedstrijd speelde hij in Amsterdam tegen Nederland in 1923. In totaal werd Jacques vijf keer geselecteerd voor de Rode Duivels en speelde hij in alle vijf de wedstrijden.
| Datum      | Competitie                   | Tegenstander | Plaats    | Uitslag | opmerking |
| ---------- | ---------------------------- | ------------ | --------- | ------- | --------- |
| 9/10/1921  | Vriendschappelijke wedstrijd | Spanje       | Bilbao    | 2-0     |           |
| 15/01/1922 | Vriendschappelijke wedstrijd | Frankrijk    | Colombes  | 2-1     |           |
| 26/03/1922 | Vriendschappelijke wedstrijd | Nederland    | Antwerpen | 4-0     | 37'       |
| 15/04/1922 | Vriendschappelijke wedstrijd | Denemarken   | Luik      | 0-0     |           |
| 29/04/1923 | Vriendschappelijke wedstrijd | Nederland    | Amsterdam | 1-1     |           |

## Privéleven
Tijdens de Eerste Wereldoorlog was Jacques oorlogsvrijwilliger. Hiervoor kreeg hij de medaille van de Oorlogsvrijwilliger.
Na zijn voetbalcarrière focuste Jacques zich op zijn job als architect en aannemer. In 1940, tijdens de Tweede Wereldoorlog, richt Jacques een afdeling van het Geheim Leger (verzetsgroep Lier-Duffel-Kontich) op in Lier. De groep zou opgroeien tot de tweede grootste verzetsgroep in Lier. Hij zou meerdere eretekens ontvangen voor zijn rol in het verzet. Toen in 1946 de Lierse burgers voor het eerst terug mochten stemmen stond Jacques als voorzitter van de verzetsgroep als lijstduwer op de CVP-lijst en zou hij uiteindelijk schepen van Lier en lid van de Antwerpse provincieraad worden. Hij zou nog meerdere jaren politiek actief blijven en o.a. schepen van openbare werken worden in Lier onder het mandaat van burgemeester Frans Breugelmans.
Hij overleed in 1983 op 10 oktober op 88 jaar.